# Chiflón (Perú)
Chiflón es una localidad peruana ubicada en el distrito de Ayabaca, perteneciente a la provincia homónima del departamento de Piura, al norte del Perú. 

## Ubicación
Chiflón se ubica al noreste de la provincia de Ayabaca, en el distrito de Ayabaca, en el departamento de Piura. Se ubica muy cerca a la frontera ecuatoriana-peruana.

## Demografía
En 2017 Chiflón tenía una población de 11 habitantes.